# Mummer
Mummer (1983) è il sesto album degli XTC. È stato il primo album degli XTC a essere registrato dopo il ritiro della band dalle esibizioni dal vivo nel 1982. Il titolo e l'artwork dell'album fanno riferimento a una rappresentazione teatrale di Mummers, in cui l'identità dei giocatori è nascosta. Un titolo provvisorio preso in considerazione per l'album era Fruits Fallen From God's Garden.
Il frontman Andy Partridge, che all'epoca si stava riprendendo da un esaurimento nervoso, abbracciò l'idea di trasformare la band in un gruppo puramente da studio, il che portò a una nuova esplosione di produttività. Il batterista Terry Chambers, che preferiva esibirsi dal vivo, fatica ad adattarsi e lascia il gruppo dopo aver registrato solo due brani e una B-side; Pete Phipps lo sostituisce per le sessioni rimanenti.
La Virgin Records, preoccupata per la mancanza di potenziali singoli, sollecita il gruppo a rielaborare il materiale più volte, ritardando l'uscita dell'album di diversi mesi. Mummer viene pubblicato nell'agosto del 1983, raggiungendo la posizione n. 51 nella classifica degli album del Regno Unito e la n. 145 nella classifica degli album di Billboard negli Stati Uniti. Ha generato tre singoli nel Regno Unito: "Great Fire", "Wonderland" e "Love on a Farmboy's Wages", quest'ultimo ha raggiunto il n. 50 della classifica britannica dei singoli. 

## Il disco
Sesto disco della band di Swindon, pubblicato il 30 agosto 1983, raggiunge il 51º posto nelle classifiche inglesi, il 145° in quelle statunitensi (Billboard album chart). Ne venne tratto un singolo con relativo video, Wonderland.

## Tracce
Lato A
1. Beating of Hearts (Andy Partridge) – 4:01
2. Wonderland (Colin Moulding) – 4:43
3. Love on a Farmboy's Wages (Partridge) – 3:58
4. Great Fire (Partridge) – 3:47
5. Deliver Us from the Elements (Moulding) – 4:34

Lato B
1. Human Alchemy (Partridge) – 5:11
2. Ladybird (Partridge) – 4:32
3. In Loving Memory of a Name (Moulding) – 3:16
4. Me and the Wind (Partridge) – 4:16
5. Funk Pop a Roll (Partridge) – 3:01

CD bonus tracks
1. Frost Circus (Partridge) – 3:43
2. Jump (Partridge) – 4:42
3. Toys (Partridge) – 4:20
4. Gold (Partridge) – 3:33
5. Procession Towards Learning Land (Partridge) – 3:34
6. Desert Island (Partridge) – 4:47

## Formazione
- Andy Partridge - voce e strumenti
- Colin Moulding - voce e strumenti
- Dave Gregory - voce e strumenti

### Altri musicisti
- Pete Phipps - batteria
- Terry Chambers - batteria in Beating of Hearts, Wonderland e la traccia bonus Toys
- Steve Nye - miniKorg su Wonderland e Mellotron su Deliver Us from the Elements
- Gavin Wright, Nigel Warren-Green - archi su Great Fire